# Bobby Hurley

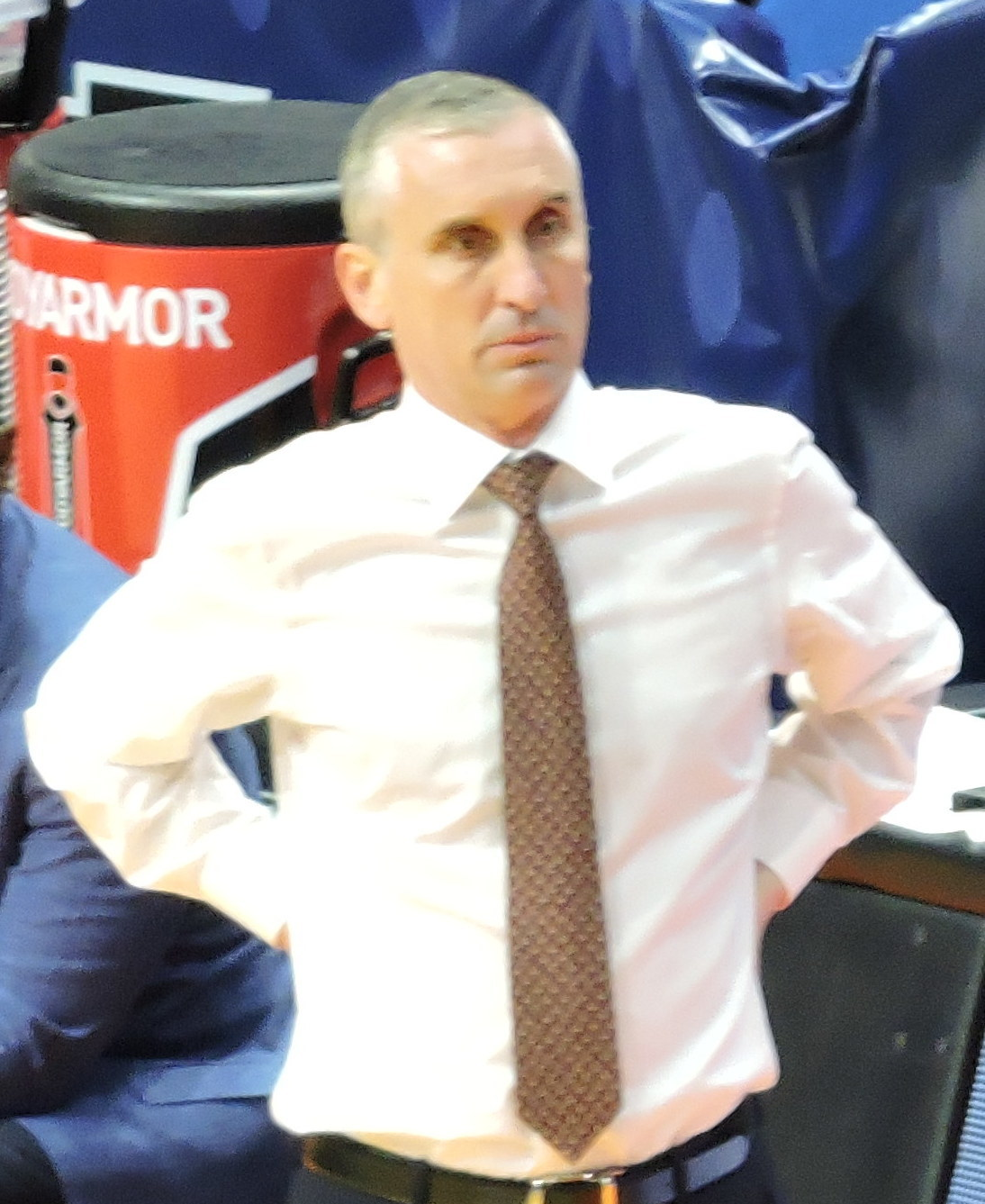
Hurley im Jahr 2019

Robert Matthew „Bobby“ Hurley (* 28. Juni 1971 in Jersey City) ist ein US-amerikanischer Basketballtrainer und ehemaliger -spieler.

## Leben
Hurley ist der Sohn des Basketballtrainers Bob Hurley, der auf High-School-Ebene große Erfolge verzeichnete und an der St. Anthony High School in Jersey City auch seinen Sohn als Trainer betreute. Bobby Hurleys Bruder Dan spielte Basketball an der Seton Hall University und wurde ebenfalls Trainer.
Hurley, ein 1,83 Meter großer Aufbauspieler, gewann mit der Mannschaft der St. Anthony High School unter seinem Vater als Trainer in den Jahren 1986, 1987, 1988 und 1989 den Meistertitel im Bundesstaat New Jersey. Zu seinen Mannschaftskameraden zählten Terry Dehere und Jerry Walker, die später ebenfalls Profis wurden. Hurley verlor mit der Schulmannschaft innerhalb von vier Jahren lediglich vier Spiele, in der Saison 1988/89 blieb man in allen 32 Partien unbesiegt. Er und Kenny Anderson galten damals als die besten Spielmacher des Schulabgangsjahrgangs 1989 in den Vereinigten Staaten.
Hurley wechselte an die Duke University zu Trainer Mike Krzyzewski, der ihm in Aussicht gestellt hatte, sofort als sein Stammspielmacher eingesetzt zu werden. Hurleys Hochschulzeit (1989 bis 1993) war sehr erfolgreich: Er gewann mit Duke in den Spieljahren 1990/91 und 1991/92 den NCAA-Meistertitel. 1992 wurde er als bester Spieler des Finalturniers ausgezeichnet. Mit 1076 Korbvorlagen setzte er sich in der ewigen Bestenliste der ersten NCAA-Division auf den ersten Platz und übertraf damit die Bestmarke von Chris Corchiani. Hurley bestritt 140 Spiele für Duke, stand dabei 139 Mal in der Anfangsaufstellung und erzielte im Durchschnitt 12,4 Punkte, 7,7 Korbvorlagen, 2,2 Rebounds und 1,4 Ballgewinne je Begegnung. Zu seinen namhaftesten Mannschaftskameraden an der Duke University gehörten Grant Hill, Christian Laettner und Cherokee Parks. Auch der Deutsche Christian Ast spielte mit Hurley zusammen. 1991 gewann er mit der US-Auswahl die Sommeruniversiade.
Die Sacramento Kings sicherten sich beim Draftverfahren der NBA im Jahr 1993 die Rechte an Hurley, den neben seinen Stärken als Passgeber eine hohe Handlungsschnelligkeit auszeichnete. Er wurde von den Kaliforniern mit einem Zweijahresvertrag ausgestattet, der ihm ein Gehalt von 16,2 Millionen US-Dollar zusicherte. Am 12. Dezember 1993 wurde er am Abend nach einer Niederlage gegen die Los Angeles Clippers bei einem Verkehrsunfall aus seinem Wagen geschleudert und mit gebrochenen Rippen, Lungen-, Kopf-, Nacken-, Schulter-, Knie- und Rückenverletzungen ins Krankenhaus eingeliefert. Sein Mannschaftskollege Mike Peplowski, der mit seinem Wagen am Ort des Geschehens eintraf, leistete erste Hilfe. Bis zu seinem Unfall hatte Hurley für Sacramento in 19 Einsätzen im Schnitt 7,1 Punkte und 6,1 Korbvorlagen je Partie erzielt. Er kehrte in der Saison 1994/95 aufs Spielfeld zurück, konnte im weiteren Verlauf seiner Karriere aber nicht an die vor dem Unfall gezeigten Leistungen anknüpfen.
Mitte Februar 1998 wurde er im Rahmen eines Spielertauschs von den Sacramento Kings an die Vancouver Grizzlies abgegeben. Für die kanadische Mannschaft bestritt er die letzten 27 Spiele seiner NBA-Karriere. Aufgrund der Spätfolgen einer Knieverletzung, die er bei seinem Unfall im Dezember 1993 erlitten hatte, unterzog sich Hurley einer Operation, diese brachte aber nicht den gewünschten Erfolg. Er arbeitete an der Rückkehr aufs Spielfeld, welche ihm aber nicht mehr gelang, im Oktober 2000 gab Hurley mehr als zwei Jahre nach seinem letzten Einsatz das Ende seiner Spielerlaufbahn bekannt. Er bestritt 270 NBA-Spiele.
Hurley widmete sich der Pferdezucht. Im Jahr 2000 kauften er und seine Ehefrau Leslie das Rennpferd Songandaprayer für eine Million US-Dollar. 2001 war das Tier beim Kentucky Derby im Rennen und belegte dort den 13. Rang. Im September 2003 wurde er von den Philadelphia 76ers eingestellt und übernahm Aufgaben in der Spielersichtung. Im April 2010 trat er am Wagner College in New York City eine Stelle als Assistenztrainer unter seinem Bruder Dan an. 2012 wechselte er gemeinsam mit einem Bruder an die University of Rhode Island, an der die beiden ebenfalls das Trainergespann bildeten.
Von 2013 bis 2015 war Bobby Hurley dann Cheftrainer an der University at Buffalo. Zur Saison 2015/16 wechselte er an die Arizona State University.